# Spindasis javanus
Spindasis javanus är en fjärilsart som beskrevs av Hans Fruhstorfer 1912. Spindasis javanus ingår i släktet Spindasis och familjen juvelvingar. Inga underarter finns listade i Catalogue of Life.